# Peter Vlemmix
Peter Vlemmix (Eindhoven, 4 oktober 1976) is een Nederlands filmregisseur en filmproducent.
Vlemmix gaat als filmmaker in zijn documentaires, die een journalistieke en maatschappijkritische inslag hebben, zelf op onderzoek uit. In zijn documentaire Panopticon, stelt hij de staat van privacy in de moderne samenleving centraal. Vlemmix betoogt in deze film dat de autonomie van het individu in de moderne data-samenleving onder druk staat. Op 9 januari 2014 zond BNN onder de titel Panopticon: illusie van privacy zond deze documentaire voor het eerst uit. Hierna nog eens op 26 oktober 2016 door BNNVARA. Verder heeft hij documentaires geproduceerd die kritisch staan tegenover het feminisme en de Europese Unie
Sinds september 2019 is Vlemmix is een van de regelmatig terugkerende interviewers bij Café Weltschmerz. Hij spreekt in interviews onder andere met opiniepeiler Maurice de Hond, emeritus hoogleraar Kees van der Pijl en rechtsfilosofe Eva Vlaardingerbroek.
In november 2019 was Vlemmix een van de betrokkenen bij de oprichting van de omroep Ongehoord Nederland. Hier is hij thans(2025) directeur.

## Films
- Euromania (2014)
- Panopticon (2014)
- Bluf (2011)